# Levis est Fortuna: cito reposcit quod dedit
Levis est Fortuna: cito reposcit quod dedit è una locuzione latina che si traduce con «La fortuna è leggera: presto rivuole ciò che ti ha dato».
È una massima usata da Publilio Siro (L 4) ma che ha numerose varianti anche nel mondo greco.